# Ténin Camara
Ténin Camara (* 1958) ist eine ivorische Diskus- und Speerwerferin. Sie ist die erfolgreichste Speerwerferin ihres Landes, 1984 wurde sie Afrikameisterin in dieser Disziplin.

## Leben
Ténin Camara nahm 1984 bei den Afrikanischen Meisterschaften in Rabat teil. Im Wettbewerb Speerwurf erreichte sie eine Weite von 45,48 m vor ihren Konkurrentinnen und gewann damit die Goldmedaille.

## Jahresbestleistungen
Im Speerwurf (Wettbewerb nicht belegt):
- 1982: 42,46 m[2]
- 1984: 47,74 m[2]
- 1985: 40,52 m[2]
- 1986: 44,86 m[2]
- 1987: 43,76 m[2]
- 1988: 45,22 m[2]
- 1989: 44,86 m[2]

Im Diskuswurf (Wettbewerb nicht belegt):
- 1989: 31,10 m[2]